# Gu (álbum)
Gu (que traducido al castellano quiere decir «nosotros») es el tercer álbum de estudio de la banda vasca de crossover thrash Anestesia. Fue editado por la discográfica independiente Esan Ozenki Records en 1997.

## Lista de canciones
1. «Justifika zaitez» («Justifícate»)
2. «Zure txanda» («Tu turno»)
3. «Bestea» («El otro»)
4. «Pentsatu» («piensa»)
5. «Gu» («Nosotros»)
6. «Eutanafrika» («Eutanáfrica»)
7. «Ludobusiness»
8. «Ilunaldean» («En el lado oscuro»)
9. «Instrumisioa» («Instrumisión»)
10. «Denak hil» («Mata a todos»)
11. «EE.BB.» («Realidad virtual»)
12. «Errugabearen zigorra» («El castigo del inocente»)
13. «Sistemak» («Sistemas»)
14. «Irabazi?» («¿Ganar?»)

Todos los temas (letra y música) compuestos por Anestesia.

## Personal
- Nil: voz.
- Mikel Kazalis: guitarra y voz.
- Txarly: bajo.
- Beloki: batería.

## Personal técnico
- Kaki Arkarazo: técnico de sonido y productor.
- Jonan Ordorika: ayudante de estudio.
- Joseba Dut: diseño.
- Mikel Kazalis: diseño.

- Datos: Q11682229